# Polyalthia oblongifolia
Polyalthia oblongifolia är en kirimojaväxtart som beskrevs av William Burck. Polyalthia oblongifolia ingår i släktet Polyalthia och familjen kirimojaväxter. Inga underarter finns listade i Catalogue of Life.